# Parlamentswahl in Kasachstan 2004
Die Parlamentswahl in Kasachstan 2004 fand am 19. September 2004 statt. Gewählt wurden 77 Mitglieder der Mäschilis, dem Unterhaus des kasachischen Parlaments. Dabei wurden 67 Abgeordnete durch Direktwahl in Wahlkreisen gewählt und weitere zehn Abgeordnete wurden durch Verhältniswahl über die Parteiliste bestimmt. Die OSZE stellte fest, dass die Wahl demokratische Standards nicht erfüllte.

## Parteien
Zur Wahl waren zwölf Parteien angetreten. Dabei galten die Parteien Otan, Asar und der Wahlblock „Agrarische und industrielle Union des Arbeiterblocks“, der aus der Agrarpartei und der Bürgerpartei bestand, als regierungstreu. Als Oppositionsparteien traten die Demokratische Partei Ak Schol und die „Oppositionelle Union der Kommunisten und DAK Block“, die aus der Kommunistischen Partei Kasachstans und der Demokratischen Alternative bestand. Daneben waren fünf weitere Parteien zur Wahl zugelassen: die Kommunistische Volkspartei Kasachstans, die Sozialdemokratische Partei Auyl, die Demokratische Partei, die Partei der Patrioten Kasachstans und Ruchanijat.

## Ergebnis
Ergebnis:
| Partei | Stimmen | Anteil | Sitze | Insgesamt 77 Sitze - Agrarblock: 11 - Otan: 42 - Demokratische Partei: 1 - Asar: 4 - Ak Schol: 1 - Unabh.: 18 |
| Otan |         | 60,6 % | 42    | Insgesamt 77 Sitze - Agrarblock: 11 - Otan: 42 - Demokratische Partei: 1 - Asar: 4 - Ak Schol: 1 - Unabh.: 18 |
| Demokratische Partei Ak Schol („Erleuchteter Pfad“)                                                            |         | 12,0 % | 1     | Insgesamt 77 Sitze - Agrarblock: 11 - Otan: 42 - Demokratische Partei: 1 - Asar: 4 - Ak Schol: 1 - Unabh.: 18 |
| Asar |         | 11,4 % | 4     | Insgesamt 77 Sitze - Agrarblock: 11 - Otan: 42 - Demokratische Partei: 1 - Asar: 4 - Ak Schol: 1 - Unabh.: 18 |
| Agrarische und industrielle Union des Arbeiterblocks Agrarpartei Bürgerpartei                                  |         | 7,1 %  | 11    | Insgesamt 77 Sitze - Agrarblock: 11 - Otan: 42 - Demokratische Partei: 1 - Asar: 4 - Ak Schol: 1 - Unabh.: 18 |
| Oppositionelle Union der Kommunisten und DAK-Block Kommunistische Partei Kasachstans Demokratische Alternative |         | 3,4 %  | 0     | Insgesamt 77 Sitze - Agrarblock: 11 - Otan: 42 - Demokratische Partei: 1 - Asar: 4 - Ak Schol: 1 - Unabh.: 18 |
| Kommunistische Volkspartei Kasachstans (KVK)                                                                   |         | 2,0 %  | 0     | Insgesamt 77 Sitze - Agrarblock: 11 - Otan: 42 - Demokratische Partei: 1 - Asar: 4 - Ak Schol: 1 - Unabh.: 18 |
| Sozialdemokratische Partei Auyl („Dorf“)                                                                       |         | 1,7 %  | 0     | Insgesamt 77 Sitze - Agrarblock: 11 - Otan: 42 - Demokratische Partei: 1 - Asar: 4 - Ak Schol: 1 - Unabh.: 18 |
| Demokratische Partei (Adilet)                                                                                  |         | 0,8 %  | 1     | Insgesamt 77 Sitze - Agrarblock: 11 - Otan: 42 - Demokratische Partei: 1 - Asar: 4 - Ak Schol: 1 - Unabh.: 18 |
| Partei der Patrioten Kasachstans (PP)                                                                          |         | 0,6 %  | 0     | Insgesamt 77 Sitze - Agrarblock: 11 - Otan: 42 - Demokratische Partei: 1 - Asar: 4 - Ak Schol: 1 - Unabh.: 18 |
| Ruchanijat |         | 0,4 %  | 0     | Insgesamt 77 Sitze - Agrarblock: 11 - Otan: 42 - Demokratische Partei: 1 - Asar: 4 - Ak Schol: 1 - Unabh.: 18 |
| Unabhängige |         |        | 18    | Insgesamt 77 Sitze - Agrarblock: 11 - Otan: 42 - Demokratische Partei: 1 - Asar: 4 - Ak Schol: 1 - Unabh.: 18 |
| Gesamt |         |        | 77    | Insgesamt 77 Sitze - Agrarblock: 11 - Otan: 42 - Demokratische Partei: 1 - Asar: 4 - Ak Schol: 1 - Unabh.: 18 |